# 2003年東京都知事選挙
2003年東京都知事選挙（2003ねんとうきょうとちじせんきょ）は、2003年（平成15年）4月13日に執行された東京都知事選挙。第15回統一地方選挙の一環で実施された。

## 概説
前回、「後出しジャンケン」の形で立候補し当選した現職の石原慎太郎の圧勝が予想され、対立候補の擁立は難航した。
何としても石原の再選を阻止したい民主党東京都連は、円より子らの主導で評論家・フェミニストの樋口恵子を同党推薦で擁立、社民党・東京・生活者ネットワーク・みどりの会議の野党3党が支持して結集を図った。さらに、樋口とは事実婚の関係で4年前に亡くなっていた新井直之が生前に創価大学で教鞭を取っていた繋がりから公明党からの票を期待されたが自公連立を分断するには至らず、さらに樋口は民主党都連の推薦とはいえ、当時の民主党都連は石原都政において事実上、自民・公明と並ぶ与党の一角であったために多くの民主党都議が石原を支援した。
共産党は慣例の革新系無所属の擁立が難航し、やむなく党幹部の若林義春を党公認で擁立した。
その他の候補においても石原の強さから立候補者は少なく、ドクター・中松が3度目の出馬となったほかは元農水官僚の池田一朝が立候補を表明したが、池田は選挙ポスターも政見放送も辞退し、選挙公報のみを使用する「独自の戦い」で挑んだ。

## 立候補者
届け出順
| 候補者名                             | 年齢 | 党派                                                                            | 新旧 | 肩書き                           |
| ------------------------------------ | ---- | ------------------------------------------------------------------------------- | ---- | -------------------------------- |
| 池田一朝 （いけだ かずとも）         | 70   | 無所属                                                                          | 新   | 農業研究所代表、元農林水産省職員 |
| 若林義春 （わかばやし よしはる）     | 52   | 日本共産党                                                                      | 新   | 党都委員長、元代議士秘書         |
| 石原慎太郎 （いしはら しんたろう）   | 70   | 無所属 （自民党、公明党 支援）                                                  | 現   | 東京都知事、作家                 |
| ドクター・中松 （どくたー なかまつ） | 74   | 無所属                                                                          | 新   | 発明家、米通信制大学副学長       |
| 樋口恵子 （ひぐち けいこ）           | 70   | 無所属 （民主党 推薦・社会民主党、東京・生活者ネットワーク、みどりの会議 支持） | 新   | 評論家、東京家政大学教授         |

この年の都知事選では、中松以外の常連泡沫候補が一様に出馬を見送ったため、前回の史上最多候補者数（19人、当時）から一転、僅か5名による争いとなり、候補者が乱立する東京都知事選挙では非常に珍しい少人数の選挙戦であった。

## 投票結果

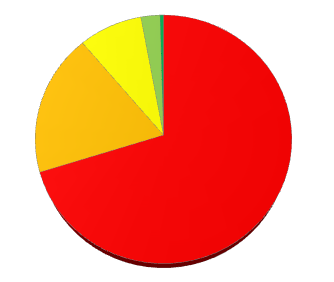
各候補の得票率（得票数の多かった順）

投票率は44.94%で、前回1999年の57.87%を大きく下回った。当日の有権者数は988万4071人で投票総数は444万2195票となった。
候補者別の得票数の順位、得票数、得票率、惜敗率、供託金没収概況は以下のようになった。供託金欄のうち「没収」とある候補者は有効投票総数の10%を下回ったため全額没収された。得票率と惜敗率は未発表のため暫定計算とした（小数3位以下四捨五入）。
|      | 順位 | 候補者名        | 党派       | 新旧 | 得票数    | 得票率 | 惜敗率 | 供託金 |
| ---- | ---- | --------------- | ---------- | ---- | --------- | ------ | ------ | ------ |
| 当選 | 1    | ■石原慎太郎     | 無所属     | 現   | 3,087,190 | 70.21% | ----   |        |
|      | 2    | ■樋口恵子       | 無所属     | 新   | 817,146   | 18.58% | 26.47% |        |
|      | 3    | ■若林義春       | 日本共産党 | 新   | 364,007   | 8.28%  | 11.79% | 没収   |
|      | 4    | ■ドクター・中松 | 無所属     | 新   | 109,091   | 2.48%  | 3.53%  | 没収   |
|      | 5    | ■池田一朝       | 無所属     | 新   | 19,860    | 0.45%  | 0.64%  | 没収   |

前回同様、石原は石原プロモーション（石原軍団）総出の豪華な選挙戦を繰り広げ、マスコミを利用して防犯対策や歌舞伎町浄化の実績を強調して選挙戦を闘った。都民の石原への強い支持や、計4名の対立候補者への反石原票の分散により、東京都知事選挙史上最高の得票率で石原が再選を果たした。
民主党都連が擁立した樋口は「独断専行」「軍国おじさん」と石原を批判し、「平和ボケばあさん」を自称して選挙戦に臨むも、石原のあまりの強さに伸び悩んだ。得票数3位の若林は「石原vs樋口」の構図の中で全く注目されず訴求力を欠き、供託金を没収される歴史的な惨敗を喫した。